# Cei-Rigotti
Das Cei-Rigotti ist ein italienisches Schnellfeuergewehr, das bereits vor 1900 von dem italienischen Offizier Amerigo Cei-Rigotti entwickelt wurde. Obwohl die Waffe nie in die Bewaffnung einer Armee aufgenommen wurde, kommt ihr eine große militärhistorische Bedeutung zu, da es sich um das erste echte Schnellfeuergewehr der Welt handelte, also eine Waffe in den Ausmaßen, der Masse und Anmutung eines Gewehres, jedoch mit Möglichkeit, Dauerfeuer zu schießen.

## Geschichte
Die französische Zeitschrift Le Petit Parisien berichtete am 15. April 1895 von den Versuchen eines „italienischen Hauptmanns“ (un capitaine italien) mit einem Selbstladegewehr, wobei eine Feuergeschwindigkeit von zwanzig Schuss (entsprechend einem Magazin) in zwei Sekunden erreicht worden sei.
Das System wurde in Italien, später in der Schweiz, in Österreich und Russland getestet, wurde aber nirgends eingeführt.

## Technik
Das Cei-Rigotti verwendet einige Teile des damaligen Ordonnanzgewehres der italienischen Armee, des Carcanogewehres M91. Dies betrifft den Schaft (vom Karabiner), das Schiebevisier und diverse Kleinteile. Das System dagegen ist komplett neukonstruiert und -gefertigt.
Das Cei-Rigotti ist ein Gasdrucklader mit Drehkopfverschluss im Kaliber 6,5 mm Carcano. Der Gaskolben mit kurzem Rücklauf befindet sich unter dem Lauf. Nach dem Schuss drücken die Gase den Kolben nach hinten, dieser betätigt den seitlich außen am Lauf entlangführenden, langen Repetierhebel. In dessen Innerem befindet sich die Schließfeder. Ein Nocken auf dem zylindrischen Teil des Repetierhebels greift in die Steuerkulisse des Drehkopfverschlusses und entriegelt die beiden Verriegelungswarzen durch eine Viertellinksdrehung. Danach gleiten Repetierhebel und Verschluss gemeinsam weiter zurück, der Auswerfer wirft die Hülse aus und die Schließfeder drückt den Repetierhebel samt Verschluss wieder nach vorn. Dabei wird eine neue Patrone aus dem Magazin in die Kammer zugeführt, der Schlagbolzen gespannt und die Waffe ist wieder schussbereit.
Der Feuerwahlhebel befindet sich hinten links am Verschluss. Die Schiebekimme hat eine Einteilung bis zu 2000 m Entfernung.
Nach unbestätigten Informationen gab es 25-Schuss-Magazine und die Feuerrate soll 900 Schuss pro Minute betragen haben. Die Magazine waren nicht als Wechselmagazine gedacht und wurden von oben mit Ladestreifen bzw. -rahmen des Carcanogewehres geladen. Auf der Oberseite des Verschlussgehäuse befindet sich der Verschlussfangknopf, der den Verschluss in offener Stellung festhält, damit die Waffe nachgeladen werden kann. Grundsätzlich war es möglich, das Magazin gegen ein anderes auszutauschen, doch musste die Waffe dafür komplett zerlegt werden.
Neben der Ausführung in 6,5 Carcano soll es Versionen für die österreichische 8×56-mm-R- und die russische 7,62×54-mm-R-Patrone gegeben haben. Die wenigen noch existierenden Exemplare der Waffe wurden allerdings alle im Kaliber 7,65 × 53,5 mm ausgeführt.